# Villa Paletti
Villa Paletti — будівельна гра на спритність, розроблена Біллом Пейном, для двох-чотирьох гравців від восьми років. Партія триває від 15 до 30 хвилин.

## Правила гри
Починаючи з першого поверху, гравці по черзі будують Villa Paletti поверх за поверхом. Гравці встановлюють колони трьох різних товщин відповідного кольору на верхній рівень. Рівні мають різні форми, що ускладнює їх розміщення. З кожним новим поверхом конструкція стає більш крихкою. Новий рівень додається, якщо гравець вважає, що неможливо витягнути жодну колону знизу, не зруйнувавши споруду. Якщо суперник вважає, що це можливо, він може спробувати це зробити, і у випадку успіху, колонка видаляється з гри. Гра закінчується, коли будівля падає або більше не можна витягти колону. Переможець визначається за кількістю колон на верхньому рівні: товстіші колони дають більше очок (3, 2 і 1 бал).

## Загальні відомості
Villa Paletti була випущена у 2001 році видавництвом Zoch Verlag. Гра розрахована на двох-чотирьох гравців і підходить для осіб від 8 років. У 2002 році гра отримала нагороду Spiel des Jahres. Також існує подвоєна версія гри під назвою Palazzo Paletti.